# Bilo ih je 11
"Bilo ih je 11" (japanski 11人いる!, Jūichinin Iru!) je japanska ZF manga i anime film iz 1986. Autor priče je Moto Hagio. Radnja se odvija oko 11 potencijalnih pohađatelja svemirske akademije koji za završni ispit moraju preživjeti 53 dana u svemirskoj stanici.

## Radnja
U dalekoj budućnosti, ljudi su kolonizirali razne planete diljem svemira te stvorili nove nacije koje su se s vremenom udaljile jedna od druge. Akademija Kozmo privlači gomilu ljudi iz svih dijelova svemira, no samo jako malen broj od njih dogura do završnih ispita koji omogućavaju upis. Jedan od rijetkih sretnika je Tadatos Lane, zvan Tada, s planeta Terra. Završni ispit je sljedeći: 10 prijavnika moraju 53 dana ostati u izoliranoj svemirskoj postaji koja kruži oko nenastanjenog planeta i preživjeti bez ikakve pomoći. U svakom trenutku mogu kontaktirati svemirsku akademiju ako misle da su u opasnosti, no onda padaju na ispitu.
Jednom kada svi uđu u stanicu, začude se da ih je zapravo - jedanaest. Tada, hermafrodit Frol, King, Doricas, Ganga, Amazon, Knu, Glenn, Dolph, Toto i Chaco svi smatraju da je netko od njih "višak" koji je potencijalni saboter. Pošto se počnu javljati tehnički kvarovi u stanici, većina počne sumnjati da je Tada uljez, iako on tvrdi da je nevin. Međutim, on ima dojam kao da je već jednom bio na toj stanici. Kako im se pokvario sustav hlađenja, temperatura raste i potiče rast korova koji širi virus. Tada se sjeti da je bio u toj stanici kao dijete, ali da je uspio pobjeći i spasiti se od virusa. Usprkos protuotrovu, pošto je jedan član izravno ugrožen, Frol, posada pritisne gumb, prekine test i pozove pomoć. Na sigurnom, Glenn ih obavijesti da je on bio saboter, no da su svi ipak prošli ispit jer su pokazali solidarnost te najduže izdržali od svih grupa. Frol postaje žena te se uda za Tada.

## Glasovi
- Tadatos Lane: Akira Kamiya
- Frolbericheri Frol: Michiko Kawai
- King Mayan Baceska: Hideyuki Tanaka
- Doricas Soldam IV: Toshio Furukawa
- Ganigus Gagtos (Ganga): Tesshō Genda
- Amazon Carnias: Hirotaka Suzuoki
- Vidminer Knume (Knu): Norio Wakamoto
- Glenn Groff: Michihiro Ikemizu
- Dolph Tasta: Kōzō Shioya
- Toto Ni: Tarako
- Chaco Kacka: Tsutomu Kashiwakura

## Kritike
Raphael See da je filmu 3 od 5 zvjezdica:
"Ovo je film koji ne možete uzeti previše ozbiljno, iako se on postavlja itekako ozbiljno...Iako je početna ideja jako originalna i zanimljiva, izvedba će vas vjerojatno nasmijati. Ima tu previše rupa u priči a neki obrati u priči su dovoljno bizarni da vas nasmiju. Likovi su svi zanimljivi, iako se priča definitivno usredotočuje na samo nekolicinu od jedanaest protagonista, umjesto na sve."
Na siteu Anime Reviews, Marc je dao 4 od 5 zvjezdice:
"Ovaj film ima razne kreativne dizajne strojeva, nakupinu zanimljivih, uvjerljivih likova te nudi učinkovit spoj napetosti, misterije i klasičnog ZF timskog rada...Ako volite ZF tipa "Zvjezdane staze", ili ste ljubitelj klasičnih anime filmova, ili samo želite promjenu od mecha žanra, "Bilo ih je 11" je topla preporuka."

## Vanjske poveznice
- Bilo ih je 11 u internetskoj bazi filmova IMDb-a
- Bilo ih je 11 na Anime News Network Encyclopedia
- Bilo ih je 11 na AnimeNfo